# Leptogenys guineensis
Leptogenys guineensis é uma espécie de formiga do gênero Leptogenys, pertencente à subfamília Ponerinae.